# Vinzentinum

Logo dell'istituto

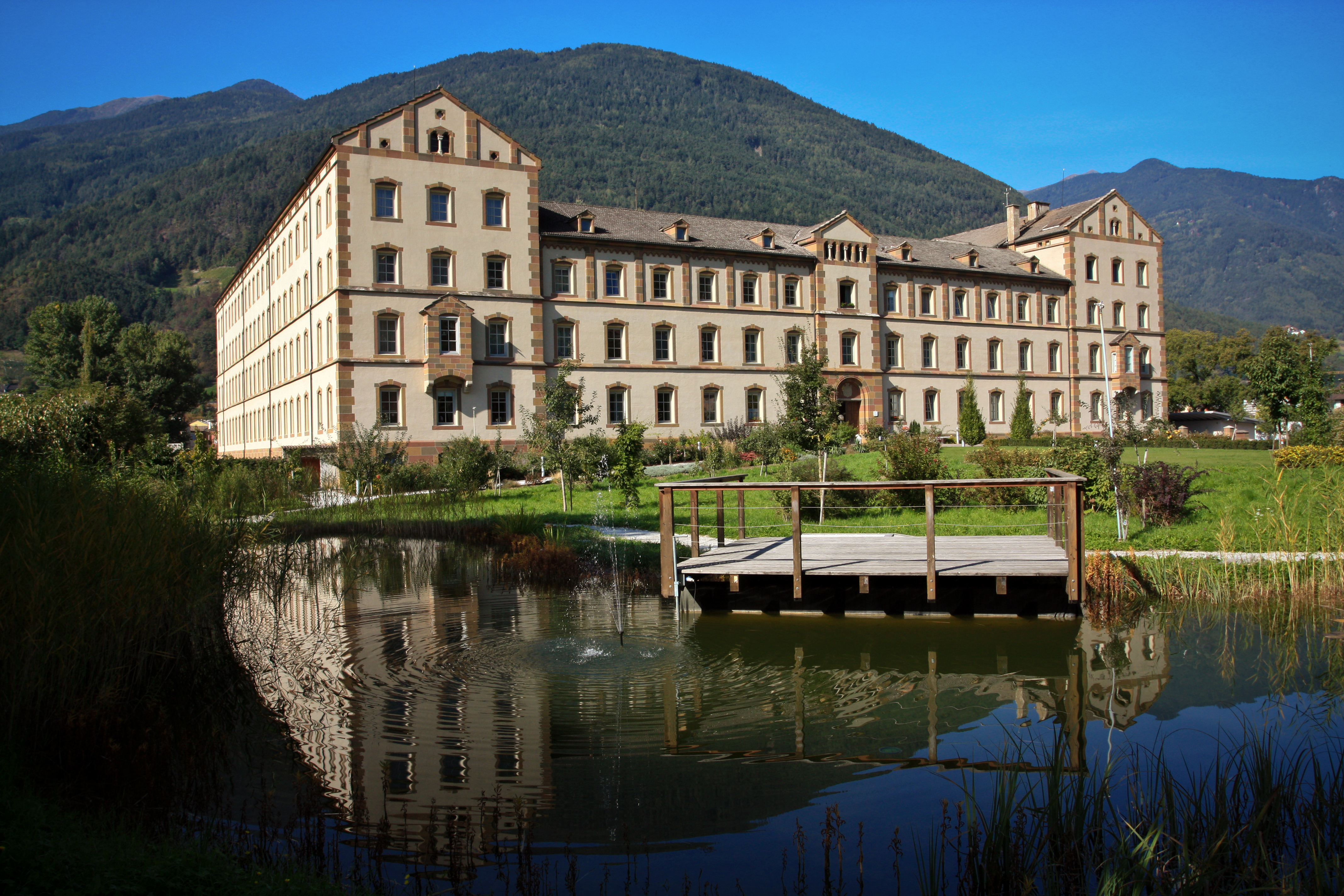
Vista del Vinzentinum

Il Vinzentinum è una scuola paritaria di lingua tedesca appartenente alla diocesi di Bolzano-Bressanone con sede a Bressanone, in Alto Adige. Fu fondato dal principe vescovo Vinzenz Gasser e dopo la sua morte in memoria sua ne prese il nome. All'inizio il Vinzentinum era un seminario minore, mentre ad oggi è un complesso scolastico che contiene un liceo classico, una scuola media e un collegio. Nell'anno scolastico 2013/14 hanno frequentato la scuola 261 alunni e dallo stesso anno il Vinzentinum accoglie anche ragazze e non più solamente suore.

## Storia
A metà del XIX secolo il liberismo favorì la  carenza di vocazioni. Visto che ci voleva un po' di tempo per trovare il terreno giusto e per iniziare con i lavori, il seminario è stato spostato temporaneamente sul castello di Thurneck in Rotholz. Nell'ottobre del 1872 iniziò il primo corso con 25 seminaristi. Nello stesso anno Vinzenz Gasser comperò un terreno e diede l'incarico all'architetto Josef von Stadl per la progettazione e la costruzione del seminario. I fondi stanziati andarono persi quasi completamente con un crash del mercato azionario. Grazie a grandi collette si riuscì ad avere abbastanza soldi per continuare la costruzione. Essa iniziò il 25 giugno dove quasi 400 operai lavorarono alla costruzione del seminario.
Nel settembre del 1876, tre anni dopo l'inizio delle costruzioni, cominciarono cinque corsi con 123 seminaristi a Bressanone. La chiesa e la sala teatro furono terminate nel settembre del 1878. Dopo la fine dei lavori il seminario poteva ospitare 270 seminaristi, dodici professori e otto prefetti. Dopo la morte del principe vescovo Vinzenz Gasser nel 1879 il seminario fu nominato in ricordo al suo fondatore: Vinzentinum. Ai tempi, fu fatta formale richiesta alla superiora generale delle Suore di Carità di Zams in Austria di inviare un certo numero di suore a Bressanone. In 140 anni di attività ben 400 sorelle si sono susseguite presso il Vinzentinum. Il Vinzentinum ha ricevuto il diritto pubblico nel 1879. Nei primi anni hanno fatto l'esame finale 341 studenti, 261 di questi hanno continuato con lo studio di teologia.
Nel 1914, durante la prima guerra mondiale, il Vinzentinum divenne un ospedale di riserva che veniva usato dai soldati austro-ungarici. Le lezioni e i corsi poterono continuare lo stesso.
Dopo il Trattato di Saint-Germain-en-Laye l'Alto Adige fu annesso al Regno d'Italia. Durante il ventennio fascista fu proibito l'uso della lingua tedesca nelle scuole. Nel 1923 venne introdotta l'insegnamento della sola lingua italiana, nello stesso anno fu proibito l'insegnamento della religione in lingua tedesca. Nel 1924 il Vinzentinum perse ufficialmente il diritto pubblico. Questo significava che un esame finale al Vinzentinum non veniva riconosciuto in Italia e non consentiva dunque di proseguire con gli studi.
Dopo che furono decise tra Hitler e Mussolini le Opzioni in Alto Adige, tanti studenti lasciarono il Vinzentinum e hanno continuato i loro studi in Germania. Così il Vinzentinum venne sequestrato dai fascisti e venne usato come lazzaretto. Nel 1943 i militari tedeschi invasero l'Alto Adige ed in seguito sequestrarono il Vinzentinum.
Il Vinzentinum ricevette nuovamente il diritto pubblico nel 1968/69 e cinque anni prima è stata introdotta anche una scuola media.
Presso l'istituto vi erano le sorelle appartenenti alla congregazione religiosa delle Suore di Carità di San Vincenzo de' Paoli.
Nell'ottobre 2012, le ultime due religiose, la suora superiora Maria Christiana Federer e suor Maria Genoveva Pallestrong, hanno abbandonato per raggiunti limiti d'età la struttura, trasferendosi al Seminario di Gries a Bolzano. Alla cerimonia di commiato hanno partecipato il vescovo Ivo Muser, l'attuale reggente Fabian Tirler e numerosi ex-allievi.

## Architettura

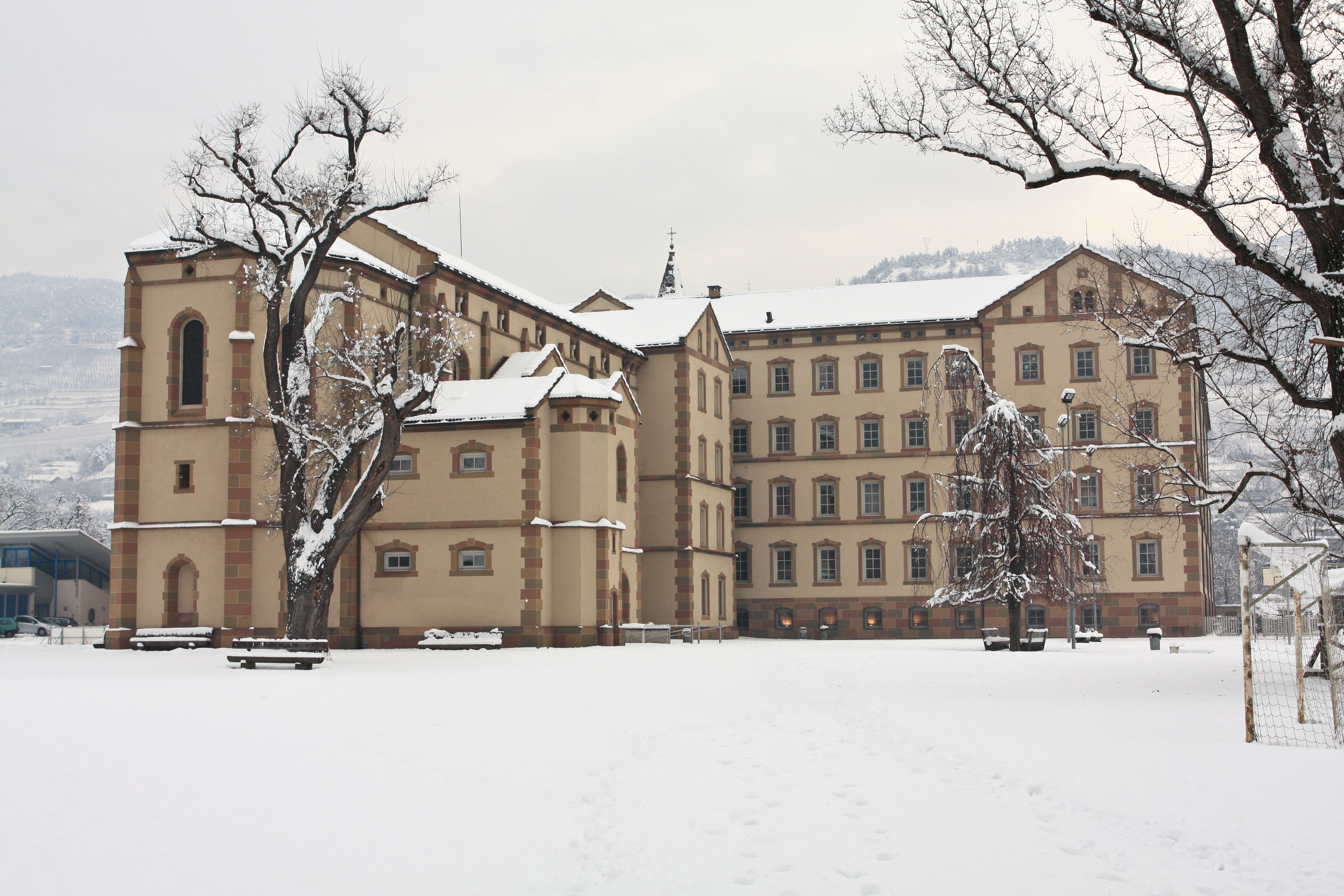
Vista invernale del complesso scolastico

L'architetto Josef von Stadl ha costruito il Vinzentinum in stile neoromanico. Esso ha cinque piani, una tipica forma quadrata romana, con i lati rivolti verso i quattro punti cardinali, lunghi rispettivamente 70 metri. Ad ovest è attaccato un complesso (di solo 4 piani) che alloggia una sala teatro (Parzivalsaal) interrata, una chiesa, una cappella e una biblioteca. Nonostante le numerose ristrutturazioni, l'aspetto del Vinzentinum è rimasto praticamente uguale.
La chiesa del Sacro Cuore di Gesù fu consacrata dal principe vescovo Simon Aichner nel 1890. Gli affreschi nella chiesa sono stati dipinti tra il 1878 e il 1889 da Albrecht Steiner von Felsburg con stile dei nazareni. La sala teatro Partivalsaal è stata decorata dal 1885 al 1888 dal romantico Edmund von Wörndle con un ciclo di 16 immagini con episodi relativi al romanzo Parzival di Wolfram von Eschenbach.
All'inizio degli anni '90 sono cominciate le ristrutturazioni per rendere il Vinzentinum più moderno e accessibile. Per il completamento formale della conversione è stata scelta la conclusione della palestra nel marzo 2005.
Il Vinzentinum comprende anche strutture per il tempo libero, tra quali un campo da calcio, un campo multi uso (calcetto, pallavolo, pallamano, basket e hockey), uno skatepark, un campo da beach-volley, un parco giochi e una pista da ghiaccio (durante l'inverno), un orto e un giardino con un laghetto.

## Organizzazione delle strutture e il profilo scolastico

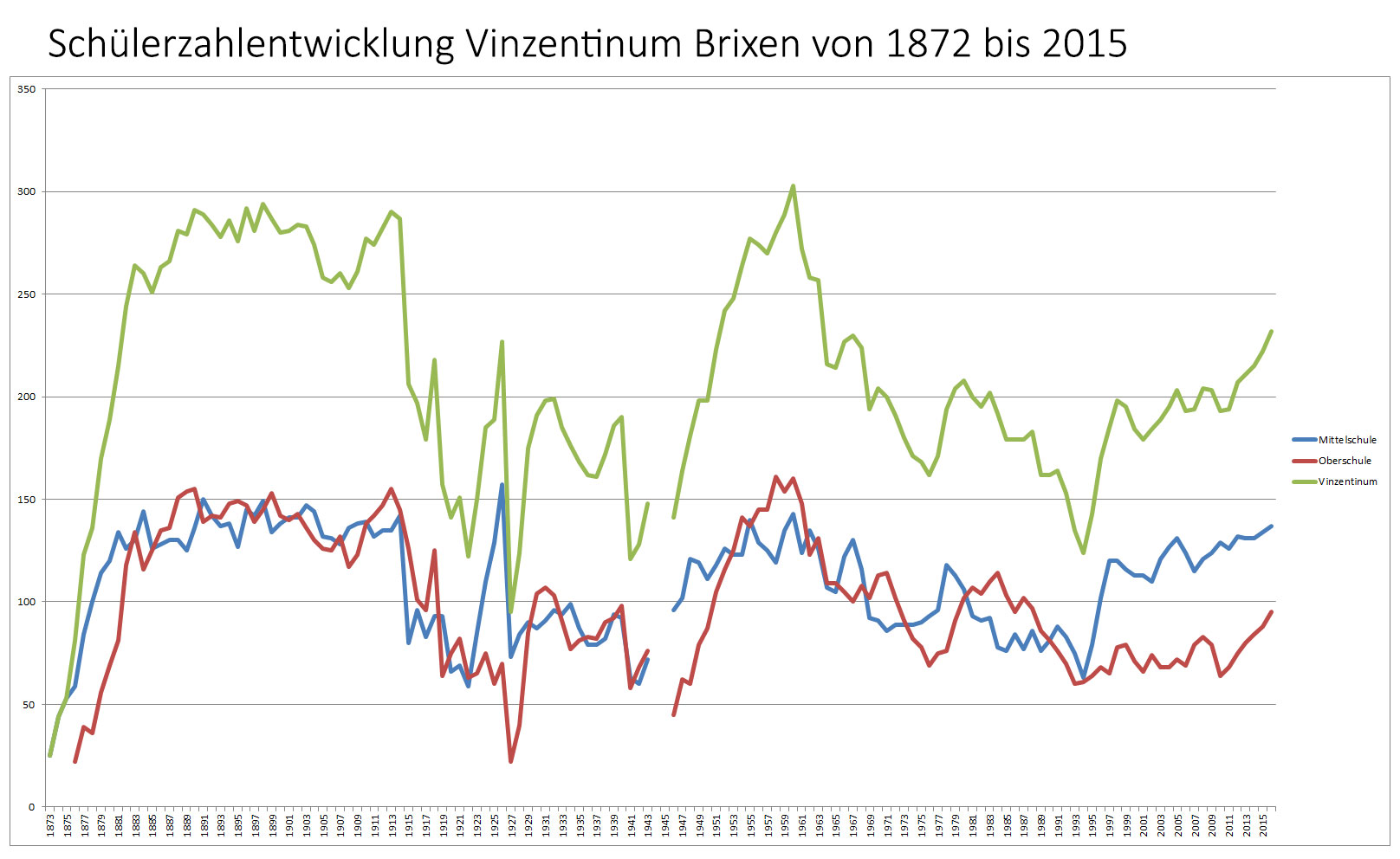
Andamento temporale della presenza di studenti nella struttura

La massima autorità nel Vinzentinum è il vescovo della diocesi di Bolzano-Bressanone che nomina i responsabili della scuola e del collegio. Il rettore in carica dal 2010 è Fabian Tirler, invece il direttore scolastico Christoph Stragenegg dal 2004. Thomas Schraffl è l'attuale amministratore.

### Scuola media
La scuola media del Vinzentinum è una scuola multiculturale, in quanto esiste la possibilità di frequentare tre anni di formazione musicale di qualsiasi strumento, ad esempio: pianoforte, batteria, trombone, fisarmonica, flauto dolce, flauto traverso, chitarra, corno, tromba e clarinetto.
Nella scuola media, durante l'anno scolastico 2013/14 vi sono 131 alunni (87 ragazzi e 44 ragazze). Solo i maschi però hanno la possibilità di soggiornare nel collegio.

### Scuola superiore
La scuola superiore del Vinzentinum è un liceo classico con latino e greco come lingue antiche e due lingue moderne come italiano e inglese, ovviamente insieme a tedesco (la prima lingua della scuola). Nell'anno scolastico 2013/14 il ginnasio ospita 84 allunni (44 ragazzi e 40 ragazze).

### Collegio
Il collegio è frequentato da 111 alunni e da 99 alunni “giornalieri”, che trascorrono solo il pomeriggio dedicato allo studio con gli altri alunni. Nel collegio i ragazzi sono assistiti da educatori formati apposta per aiutarli nello studio come anche per il tempo libero. Dall'anno scolastico 2013/14 esiste la possibilità anche per le ragazze frequentanti la scuola superiore, di provare la vita in collegio.